# Markus Lončar
Markus Lončar (ur. 8 kwietnia 1996 w Livnie) – bośniacki koszykarz grający na pozycji środkowego, reprezentant kraju.
13 czerwca 2020 został zawodnikiem Enea Astorii Bydgoszcz. 7 listopada 2021 trafił do Arged BM Slam Stali Ostrów Wielkopolski. 27 grudnia 2021 opuścił klub.

## Osiągnięcia
Stan na 2 stycznia 2022, na podstawie, o ile nie zaznaczono inaczej.

### Drużynowe
- Mistrz:
  - Chorwacji (2017)
  - Bośni i Hercegowiny (2019)
- Wicemistrz Ligi Adriatyckiej (2017)

### Indywidualne
- Lider EBL w skuteczności rzutów z gry (2021 – 68,45%)[6]

### Reprezentacja
Seniorska
- Wicemistrz europejskich pre-kwalifikacji do mistrzostw świata (2017)
- Uczestnik europejskich kwalifikacji do mistrzostw świata (2017 – 24. miejsce)

Młodzieżowe
- Uczestnik:
  - mistrzostw Europy U–20:
    - 2015 – 19. miejsce
    - U–20 dywizji B (2016 – 5. miejsce)

  - kwalifikacji do mistrzostw Europy U–18 (2013 – 13. miejsce)